# Värnamo landsfiskalsdistrikt
Värnamo landsfiskalsdistrikt var 1918–1964 ett landsfiskalsdistrikt i Jönköpings län, bildat när Sveriges indelning i landsfiskalsdistrikt trädde i kraft den 1 januari 1918, enligt beslut den 7 september 1917. Den 1 januari 1965 avskaffades i Sverige samtliga landsfiskaler och landsfiskalsdistrikt, och deras arbetsuppgifter delades upp på de nyskapade indelningarna polisdistrikt, åklagardistrikt och kronofogdedistrikt.
Landsfiskalsdistriktet låg under länsstyrelsen i Jönköpings län.

## Ingående områden
Den 1 november 1920 ombildades Värnamo köping till Värnamo stad. Från den 1 oktober 1945 (enligt beslut den 19 september 1945) tillhörde Värnamo stad landsfiskalsdistriktet i samtliga hänseenden, då staden inte längre själv skulle ansvara för sitt polis- och åklagarväsende. 1 januari 1947 inkorporerades Värnamo landskommun i Värnamo stad. När Sveriges nya indelning i landsfiskalsdistrikt trädde i kraft den 1 januari 1952 (enligt kungörelsen 1 juni 1951) ändrades distriktets omfattning.

### Från 1918
Östbo härad:
- Gällaryds landskommun
- Hångers landskommun
- Kärda landskommun
- Rydaholms landskommun
- Tånnö landskommun
- Voxtorps landskommun
- Värnamo köping
- Värnamo landskommun

### Från 1 november 1920
- Värnamo stad

Östbo härad:
- Gällaryds landskommun
- Hångers landskommun
- Kärda landskommun
- Rydaholms landskommun
- Tånnö landskommun
- Voxtorps landskommun
- Värnamo landskommun

### Från 1 oktober 1941
- Värnamo stad (endast i utsökningshänseende; staden skötte polis- och åklagarväsendet själv)[5]

Östbo härad:
- Gällaryds landskommun
- Hångers landskommun
- Kärda landskommun
- Rydaholms landskommun
- Tånnö landskommun
- Voxtorps landskommun
- Värnamo landskommun

### Från 1 oktober 1945
- Värnamo stad

Östbo härad:
- Gällaryds landskommun
- Hångers landskommun
- Kärda landskommun
- Rydaholms landskommun
- Tånnö landskommun
- Voxtorps landskommun
- Värnamo landskommun

### Från 1947
- Värnamo stad

Östbo härad:
- Gällaryds landskommun
- Hångers landskommun
- Kärda landskommun
- Rydaholms landskommun
- Tånnö landskommun
- Voxtorps landskommun

### Från 1 januari 1952
- Bors landskommun
- Rydaholms landskommun
- Värnamo stad